# 北海道北見仁頃高等学校
北海道北見仁頃高等学校（ほっかいどう きたみにころこうとうがっこう、Hokkaido Kitami Nikoro High School）は、かつて北海道北見市仁頃町にあった市立高等学校。3年制の昼間定時制をとっていた。

## 沿革
- 1952年6月1日 - 開校。
- 2006年8月 - 2009年度から新入生の募集を停止し、2011年3月で廃校とすることが北見市教育委員会により決定された。
- 2009年4月 - 生徒募集停止。
- 2011年3月 - 閉校。

## 出身者
- 信田邦雄 - 元参議院議員